# 比拉河 (乌苏里江支流)
比拉河（俄語：Река Бира）或大清河是哈巴罗夫斯克边疆区的河流，源起锡霍特山脉，长61公里，流域面积947平方公里，在距河口173公里处注入乌苏里江。落差236米，比降0.39%，宽约20至30米，最宽处45米，深0.2至2米。

## 引用
1. ↑  . primpogoda.ru.   [2020-04-03]. （原始内容存档于2020-08-11） （俄语）.